# Kościół Niepokalanego Poczęcia Najświętszej Maryi Panny w Żytnie
Kościół Niepokalanego Poczęcia Najświętszej Maryi Panny – rzymskokatolicki kościół parafialny znajdujący się w Żytnie, w województwie łódzkim, w powiecie radomszczańskim należący do dekanatu Gidle archidiecezji częstochowskiej.

## Historia
Świątynia została zbudowana w latach 1860–1874 według projektu Stanisława Gołębiowskiego na miejscu starszego drewnianego kościoła.

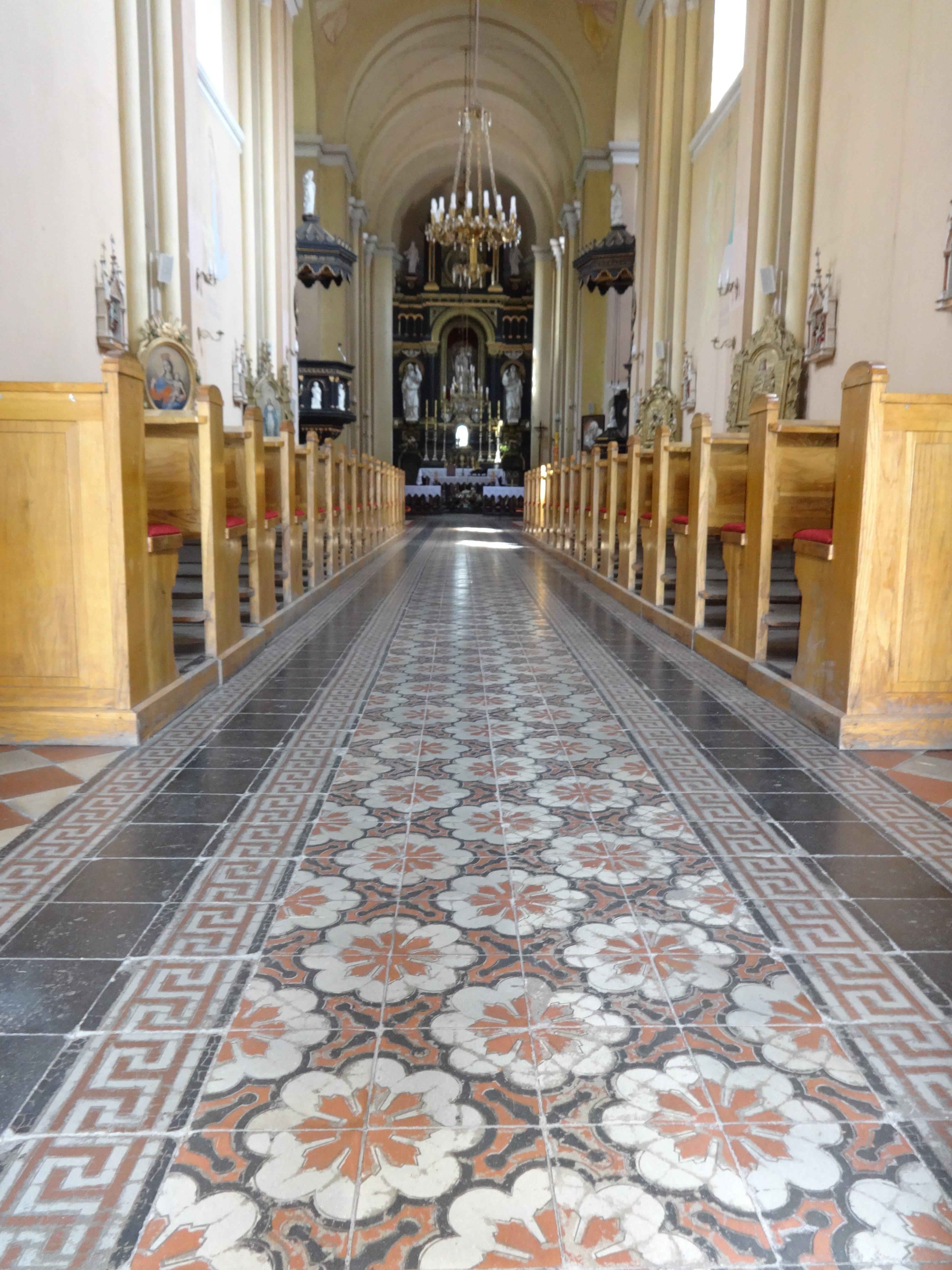
Wnętrze kościoła

Budowa obiektu została rozpoczęta w 1860 roku i 4 października tego samego roku został wmurowany kamień węgielny. Prace zostały zaplanowane 5 lat, ale budynek został oddany do użytku wiernych znacznie później. W międzyczasie wybuchło powstanie styczniowe, a następnie zaczęło brakować środków finansowych na budowę.
Dopiero w 1874 roku. dzięki staraniom ówczesnego proboszcza parafii księdza Tomasza Olkowicza i wsparciu finansowym wiernych prace budowlane przy świątyni zostały ukończone. Kościół konsekrował 30 maja 1885 roku bp. Aleksander Kazimierz Bereśniewicz. Budowę głównego ołtarza zainicjowała Wanda Malczewska, której sanktuarium mieści się w Parznie.

## Architektura
Kościół murowany, neoromański, jednonawowy z transeptem. Od frontu dwie wieże. W ostatniej dekadzie w kościele zostały wykonane następujące prace: wymienienie nagłośnienia, oświetlenia, tynków w zakrystii i w przedsionkach, wykonanie marmurowych schodów do ołtarza w prezbiterium oraz umeblowanie zakrystii. Nowe tynki zostały położone również w kaplicy wspomnianej wyżej Służebnicy Bożej Wandy Malczewskiej i zostały w niej założone gabloty.

## Wyposażenie
- Trzykondygnacyjny eklektyczny ołtarz główny, autorstwa Henryka Olszewskiego z 1884 roku. Wit Wisz jest autorem figur: św. Wojciecha, oraz św Stanisława;
- konfesjonał klasycystyczny ozdobiony obrazem św. Hieronima i malowanymi ornamentami pochodzącymi z końca XVIII wieku[2][4].